# Douglas XP-48
Il Douglas XP-48 era il progetto per un aereo da caccia, realizzato nel corso del 1939 dalla statunitense Douglas Aircraft Company. Sottoposto alla valutazione degli United States Army Air Corps, non risultò completamente soddisfacente ed il suo sviluppo venne abbandonato prima ancora di arrivare allo stadio di prototipo.

## Storia del progetto
Il progetto nacque con la designazione interna di Model 312: si trattava di un disegno, nato su iniziativa propria dell'azienda, riguardante un caccia leggero. Lo sviluppo di questo tipo di velivoli fu preso in esame in diversi paesi negli anni immediatamente precedenti la seconda guerra mondiale, spesso con progetti derivati da aerei da competizione capaci di prestazioni considerevoli, accompagnate da strutture di piccole dimensioni e pesi contenuti.
Il progetto venne sottoposto all'attenzione dell'USAAC il 5 agosto del 1939: le autorità militari si dimostrarono interessate, tanto da assegnargli la designazione ufficiale di XP-48.
L'interesse suscitato dal progetto era basato, in modo preponderante, sulle prestazioni previste dalla casa costruttrice che stimava per il piccolo monoplano la possibilità di raggiungere la velocità massima di circa 525 mph, pari a 845 km/h.
Successive verifiche sui calcoli delle prestazioni condussero i tecnici dell'USAAC a ritenere grossolanamente sovrastimate le potenzialità del progetto della Douglas; nel mese di febbraio del 1940 venne quindi deciso di non concedere finanziamenti per lo sviluppo del progetto che, pertanto, la stessa Douglas decise di abbandonare definitivamente.

## Tecnica
Il progetto dell'XP-48 prevedeva la fusoliera con sezione ovale, con abitacolo completamente chiuso posizionato nella sezione posteriore.
Il velivolo avrebbe dovuto essere caratterizzato da ala bassa ad elevato allungamento e impennaggi di tipo classico; il carrello d'atterraggio sarebbe stato di tipo triciclo anteriore, con gli elementi posteriori destinati (in ragione del ridotto spessore alare) a ritrarsi in alloggiamenti ricavati nella fusoliera.
Il progetto prevedeva l'impiego del motore Ranger V-770: si trattava di un dodici cilindri a V invertita, raffreddato a liquido e dotato di compressore centrifugo di tipo meccanico a singolo stadio e ad una sola velocità, capace di sviluppare la potenza di 520 hp (pari a 388 kW).
L'armamento previsto era costituito da due mitragliatrici sparanti, mediante sistema di sincronizzazione, attraverso il disco dell'elica: una di calibro .30 in ed una calibro .50 in.